# Барсешти (Горж)
Барсешти (рум. Bârsești) је насеље града Таргу Жија у жупанији Мехединци у Румунији. Према попису из 2021. у насељу је било 639 становника.

## Становништво
| 1992. | 2002. | 2011. | 2021. |
| ----- | ----- | ----- | ----- |
| 613   | 852   | 696   | 639   |

Према попису из 2021. у Барсештију је живело 639 становника што је за 57 мање (-8,19%) у односу на попис из 2011. када је било 696 становника.
Према попису из 2011. већину станоништва чинили су Румуни.
| Етнички састав према попису из 2011.‍ | Етнички састав према попису из 2011.‍ | Етнички састав према попису из 2011.‍ | Етнички састав према попису из 2011.‍ | Етнички састав према попису из 2011.‍ |
| ------------------------------------ | ------------------------------------ | ------------------------------------ | ------------------------------------ | ------------------------------------ |
|                                      |                                      |                                      |                                      |                                      |
| Румуни                               | Румуни                               |                                      | 637                                  | 91,52%                               |
| Роми                                 | Роми                                 |                                      | 18                                   | 2,59%                                |
| Непознато                            | Непознато                            |                                      | 41                                   | 5,89%                                |